# Vasile Micușan
Vasile Micușan (? - ?) a fost un deputat în Marea Adunare Națională de la Alba Iulia, organismul legislativ reprezentativ al „tuturor românilor din Transilvania, Banat și Țara Ungurească”, cel care a adoptat hotărârea privind Unirea Transilvaniei cu România, la 1 decembrie 1918.:p. 179

## Biografie
Vasile Micușan a urmat studiile teologice și a devenit preot în comuna Frata, județul Cluj-Napoca.:p. 179

## Activitatea politică
A fost președinte al Consiliul Național Român din Frata.
Ca deputat în Adunarea Națională din 1 decembrie 1918 a reprezentat, ca delegat supleant al cercului electoral Cojocna.
de drept, Protopopiatul Chișineu-Criș și, ca membru supleant, Consistoriul Ortodox Român din Arad. După Marea Unire a fost ales senator în Parlamentul României, într-una din legislaturi.:p. 179